# Territoire de la Côte Ouest
Pour les articles homonymes, voir TCO.
Le Territoire de la Côte Ouest (TCO) — stylisé sous la forme « Territoire de l'Ouest » depuis 2023 — est une communauté d'agglomération française, située dans le département français d'outre-mer de La Réunion.
Son siège se trouve au Port. Son président est Emmanuel Séraphin, depuis le 16 juillet 2020.

## Historique
Le TCO succède à la communauté des communes de la Côte Ouest (CCCO), créée le 27 décembre 1996.
Le TCO en lui-même a été créé le 31 décembre 2001. L'ancienne communauté de communes a été rejointe par les communes du Port et de La Possession avant l'année 2001 : elles appartenaient auparavant à la communauté de communes préfigurant l'actuelle CIVIS.

## Territoire communautaire

### Composition
La communauté d'agglomération est composée des 5 communes suivantes :

| Nom               | Code Insee | Gentilé        | Superficie (km2) | Population (dernière pop. légale) | Densité (hab./km2) |
| ----------------- | ---------- | -------------- | ---------------- | --------------------------------- | ------------------ |
| Le Port (siège)   | 97407      | Portois        | 16,62            | 33 670 (2022)                     | 2 026              |
| La Possession     | 97408      | Possessionnais | 118,35           | 36 390 (2022)                     | 307                |
| Saint-Leu         | 97413      | Saint-Leusiens | 118,37           | 35 597 (2022)                     | 301                |
| Saint-Paul        | 97415      | Saint-Paulois  | 241,28           | 106 220 (2022)                    | 440                |
| Les Trois-Bassins | 97423      |                | 42,58            | 7 113 (2022)                      | 167                |

### Démographie
| 1967   | 1974    | 1982    | 1990    | 1999    | 2010    | 2015    | 2021    |
| ------ | ------- | ------- | ------- | ------- | ------- | ------- | ------- |
| 91 864 | 109 994 | 122 884 | 148 673 | 179 940 | 210 224 | 214 795 | 215 613 |

## Administration

### Siège
Le siège de la communauté d'agglomération est situé au Port.

### Les élus
Le conseil communautaire de la communauté d'agglomération se compose de 64 conseillers, représentant chacune des communes membres et élus pour une durée de six ans.
Ils sont répartis comme suit :
| Nombre de conseillers (par commune) | Communes                          |
| ----------------------------------- | --------------------------------- |
| 32                                  | Saint-Paul                        |
| 10                                  | La Possession, Le Port, Saint-Leu |
| 2                                   | Les Trois-Bassins                 |

### Présidence
| Période                                  | Période  | Identité            | Étiquette | Qualité                           |
| ---------------------------------------- | -------- | ------------------- | --------- | --------------------------------- |
| Les données manquantes sont à compléter. |          |                     |           |                                   |
| 2001                                     | 2008     | Alain Bénard        | RPR, UMP  | Maire de Saint-Paul (1999 → 2008) |
| 2008                                     | 2014     | Jean-Yves Langenier | PCR       | Maire du Port (1994 → 2014)       |
| 2014                                     | 2020     | Joseph Sinimalé     | UMP, LR   | Maire de Saint-Paul (2014 → 2020) |
| 2020                                     | En cours | Emmanuel Séraphin   | PLR       | Maire de Saint-Paul (2021 → )     |

### Régime fiscal et budget
Le régime fiscal de la communauté d'agglomération est la fiscalité professionnelle unique (FPU).